# Sigma Sagittarii
Sigma Sagittarii (σ Sagittarii, viết tắt thành Sigma Sgr, σ Sgr), còn có tên khác là Nunki, là sao có độ sáng thứ nhì trong chòm sao Nhân Mã (Sagittarius). Nó có cấp sao biểu kiến +2.05, và dễ dàng thấy được bằng mắt thường. Khoảng cách tới ngôi sao này, được xác định bằng cách sử dụng phép đo thị sai từ vệ tinh thiên văn Hipparcos, cho một giá trị khoảng 228 năm ánh sáng (70 parsec) tính từ Mặt Trời.

## Đặc điểm
Sigma Sagittarii có quang phổ phù hợp tiêu chuẩn phân loại sao là B2.5 V, cho biết đây là ngôi sao dãy chính kiểu B. Độ sáng tổng cộng của nó gấp 3300 lần so với Mặt Trời với nhiệt độ bề mặt là 18,890 độ K. Sự phát xạ tia X đã được phát hiện từ ngôi sao này, với độ sáng xấp xỉ ước tính của tia X là 1.2 × 1028 erg s−1.
Nó có một sao đồng hành quang học nằm cách nó 5.2 arcminutes.
Do sao này rất gần đường hoàng đạo, nó có thể bị Mặt Trăng che khuất nhưng hiếm khi bị các hành tinh khác che. Lần che sao này cuối cùng của một hành tinh đã diễn ra vào ngày 17 tháng 11 năm 1981, khi nó bị Sao Kim che khuất. Hơn nữa, đây là ngôi sao sáng nhất mà có thể được che khuất về mặt lý thuyết bởi một hành tinh bên ngoài Trái Đất từ năm 5000 TCN đến năm 5000. Tuy nhiên, chỉ có Sao Hỏa mới có thể làm được điều này, và rất hiếm khi; Lần cuối cùng Sao Hỏa che sao này là vào ngày 3 tháng 9 năm 423.